# Скорбященская церковь (Санкт-Петербург)
Церковь иконы Божией Матери «Всех скорбящих Радость» (Скорбященская церковь) — православный храм в Санкт-Петербурге на Шпалерной улице. Главный престол храма освящён в честь иконы Божией Матери «Всех скорбящих Радость».

## История

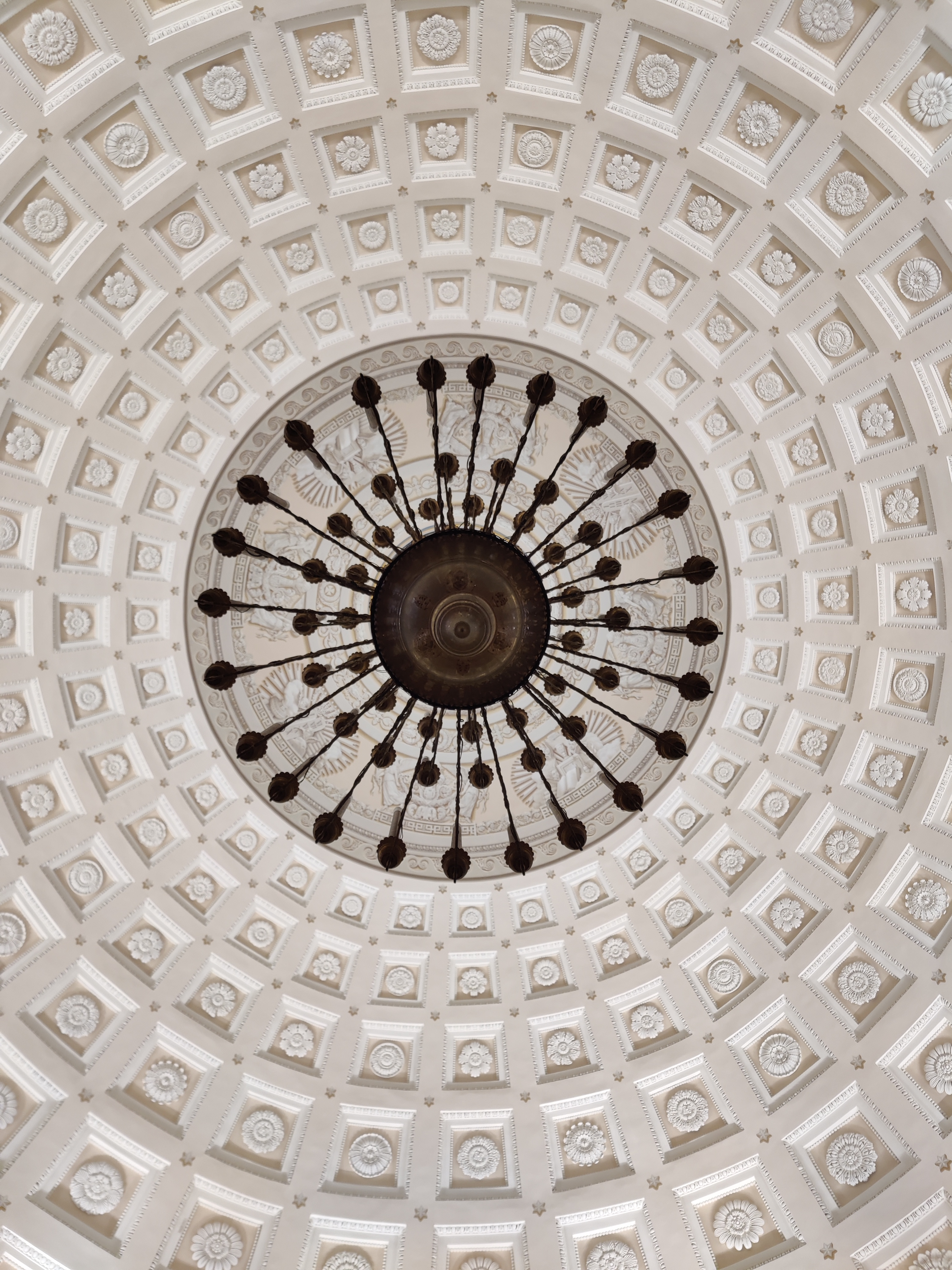
Кессонированный потолок, купол церкви

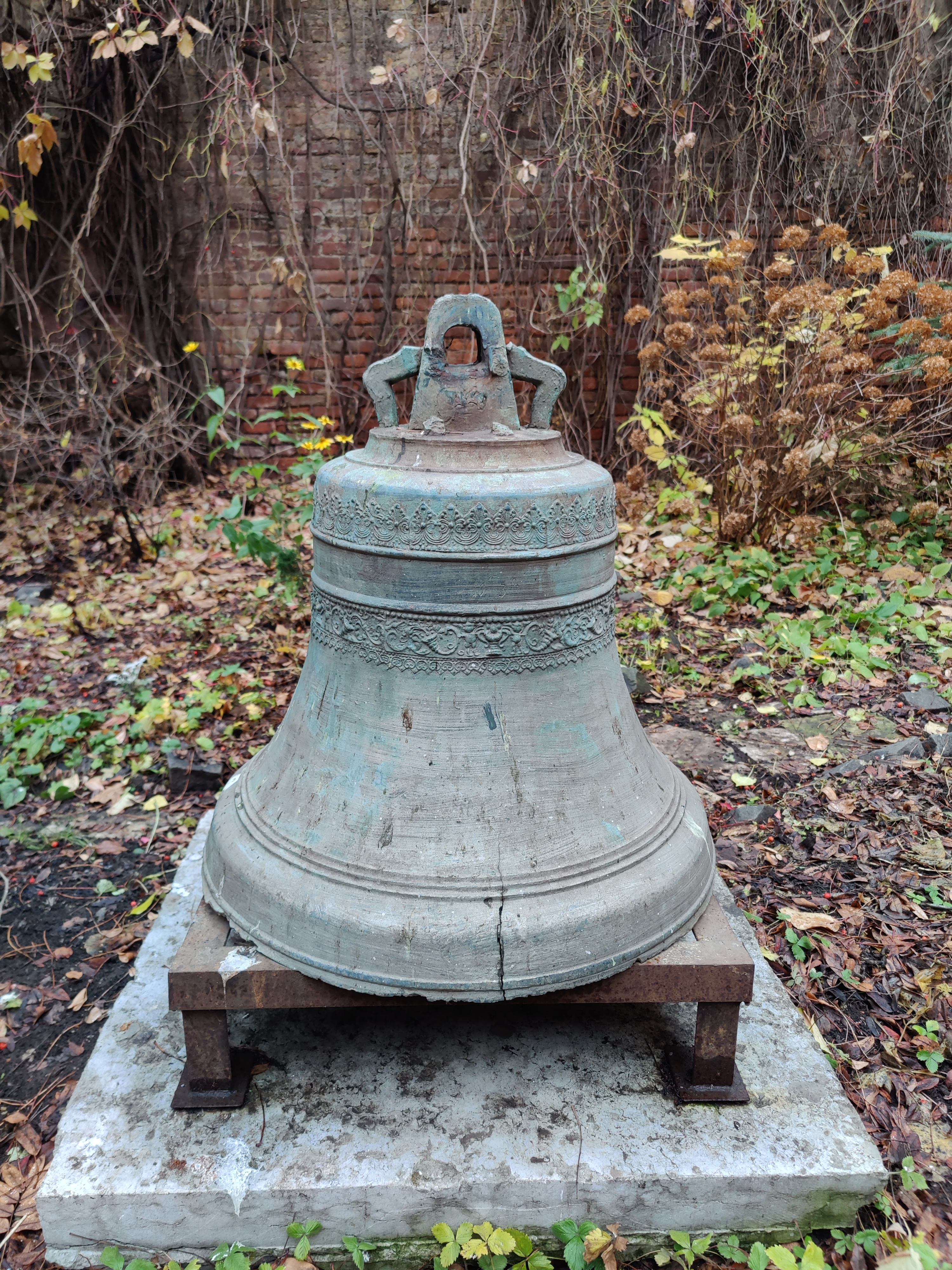
Дореволюционный колокол церкви

Первоначально на этом месте в 1711 году была построена домовая Воскресенская церковь царевны Натальи Алексеевны при её дворце в Петербурге. В 1817—1818 годах архитектором Луиджи Руска была построена современная Скорбященская церковь. 24 октября 1818 года митрополит Новгородский и Санкт-Петербургский Михаил совершил её освящение.
Церковь построена в стиле ампир, внутри это ротонда, купол которой поддерживают 24 ионические колонны.
В 1858 году выполнена Фёдором Верховцевым риза для иконы «Всех скорбящих Радость» по рисунку академика Фёдора Солнцева.
В 1920-х годах церковь перешла к обновленцам. 10 января 1932 года церковь закрыли, здание передали Музею истории религии, а с 1970 года в нём находилось городское отделение Всероссийского общества охраны памятников истории и культуры.
В 1993 году в церкви возобновлены богослужения.
Со дня освящения до 1931 года в церкви находилась чудотворная икона «Всех скорбящих Радость». Когда храм закрыли, образ был перевезён в храм Святой Троицы на Стремянной, после его закрытия в 1937 году — в Спасо-Преображенский собор.